# 1963 en football
Cet article présente les faits marquants de l'année 1963 en football.

## Chronologie
- 15 mai : le club anglais de Tottenham remporte la Coupe d'Europe des vainqueurs de Coupe en battant en finale le club espagnol de l'Atlético de Madrid. C'est le tout premier trophée européen gagné par un club anglais.
  - Article détaillé : Coupe d'Europe des vainqueurs de coupe 1962-1963
- 22 mai : le Milan AC remporte la Ligue des Champions face au Benfica. C'est la première fois qu'un club italien remporte la compétition.

- 23 mai, Coupe de France : L'AS Monaco remporte la deuxième Coupe de France de son histoire en battant l'Olympique lyonnais en finale. La finale doit se jouer deux fois avant de pouvoir départager les deux équipes.

- 26 juin : le Valence CF remporte la Coupe d'Europe des villes de foires face au Dinamo Zagreb.

- 1er décembre : le Ghana remporte la Coupe d'Afrique des nations (CAN) qui se déroule dans son pays. C'est la première « CAN » remportée par le Ghana. Le Soudan termine finaliste de l'épreuve; l'Égypte se classe 3e et l'Éthiopie 4e.

## Champions nationaux
- Le Borussia Dortmund remporte le championnat d'Allemagne.
- Everton remporte le championnat d'Angleterre.
- Le Real Madrid remporte le championnat d'Espagne.
- L'AS Monaco remporte le championnat de France.
- L'Inter Milan remporte le championnat d'Italie.
- Le Standard de Liège remporte le championnat de Belgique.
- Le PSV Eindhoven remporte le championnat des Pays-Bas.

## Naissances
Plus d'informations : Liste d'acteurs du football nés en 1963.
- Jean-Claude Blanc, dirigeant français.
- Peter Bosz, entraîneur néerlandais.
- Dunga, footballeur et entraîneur brésilien.
- Bernard Lama, footballeur français.
- José Mourinho, entraîneur portugais.
- David Moyes, footballeur et entraîneur écossais.
- Jean-Pierre Papin, footballeur et entraîneur français.
- Peter Schmeichel, footballeur danois.
- David Seaman, footballeur anglais.
- Michel Der Zakarian, footballeur et entraîneur français.
- Carmelo Micciche, footballeur français.
- Ronald Koeman, entraîneur néerlandais.
- Vladimir Petković, footballeur et entraîneur suisse.
- Éric Di Meco, footballeur français[1].

## Décès
- 15 mars : Harry Hampton, footballeur anglais.
- 26 septembre : décès à 83 ans d'Otto Christman, international canadien ayant remporté la médaille d'or aux Jeux olympiques 1904.